# Phala Pema Gyalpo
Phala Pema Gyalpo (tibétain : ཕ་ལྷ་པདམ་རྒྱལ་པོ་, Wylie : pha lha padma rgyal po, ? - 1875) est un homme politique tibétain. Il est Kalön du Kashag de 1860 à 1874.